# Saint-Étienne-sur-Suippe
Saint-Étienne-sur-Suippe ist eine französische Gemeinde mit 349 Einwohnern (Stand: 1. Januar 2022) im Département Marne in der Region Grand Est. Sie gehört zum Arrondissement Reims und ist Mitglied im Gemeindeverband Communauté urbaine du Grand Reims. Die Einwohner werden Stéphanois und Stéphanoises genannt.

## Geografie

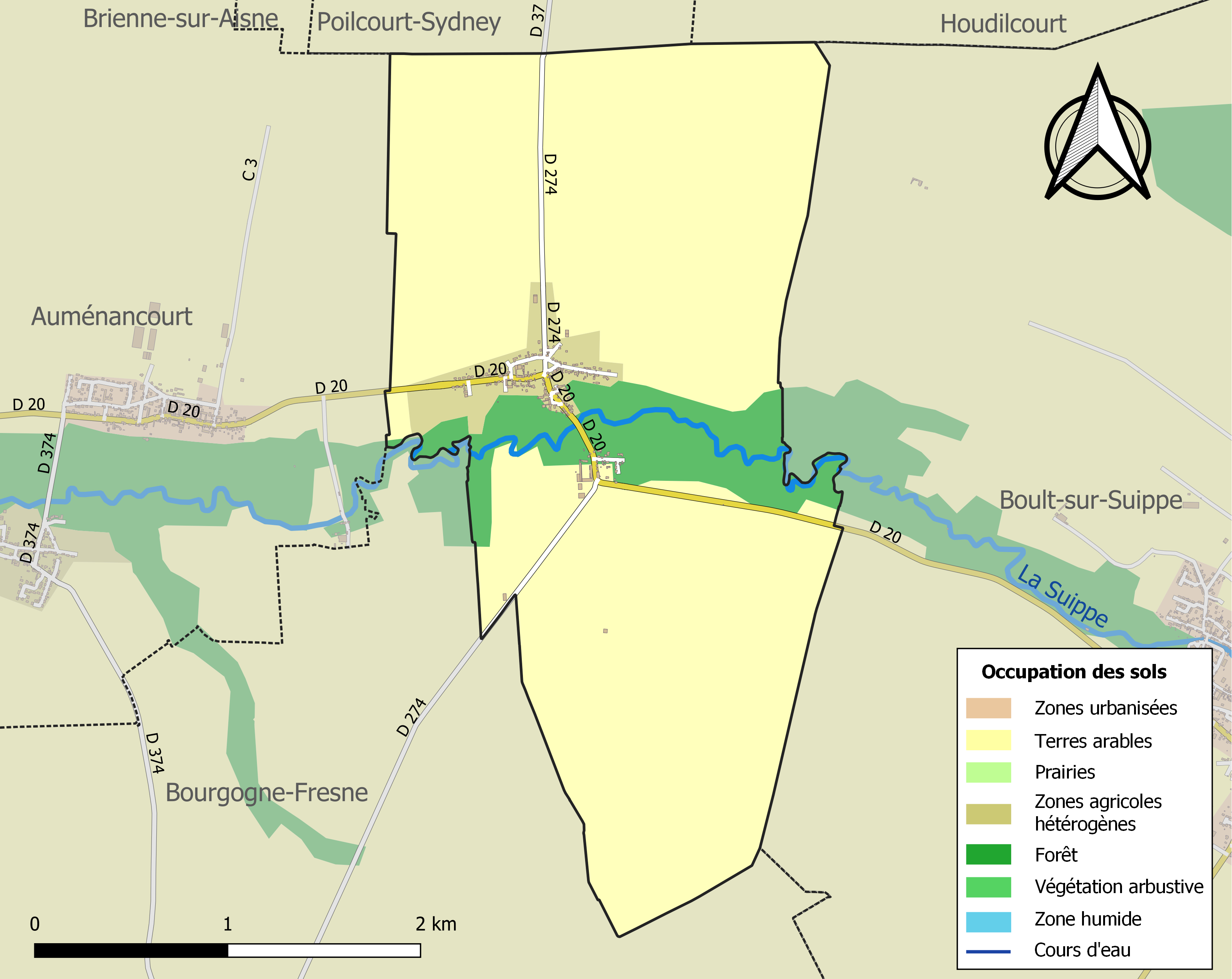
Bodennutzung, Hydrografie und Infrastruktur der Gemeinde (2018)

Saint-Étienne-sur-Suippe liegt etwa 15 Kilometer nordnordöstlich von Reims am nördlichen Rand des Départements Marne an der Grenze zum benachbarten Département Ardennes. Die Gemeinde erstreckt sich im Norden der historischen Provinz Champagne. Sie befindet sich im Einzugsgebiet der Seine und wird von der der Suippe und einem ihrer Seitenarme entwässert, die das Gemeindegebiet in einem breiten Tal von Ost nach West durchströmt. Das Zentrum liegt auf einer Höhe von etwa 70 m, das Tal der Suippe etwa fünf Höhenmeter tiefer. Das Gelände steigt in der Breite nach Norden auf über 90 m an, im Süden bis auf 108 m Höhe an.
Etwa 89 % der Fläche der Gemeinde werden landwirtschaftlich genutzt, etwa 11 % sind bewaldet, insbesondere entlang der Suippe (Stand: 2018).
Umgeben wird Saint-Étienne-sur-Suippe von den Nachbargemeinden Poilcourt-Sydney (Département Ardennes) im Norden, Houdilcourt (Département Ardennes) im Nordosten, Boult-sur-Suippe im Osten, Bourgogne-Fresne im Süden und Südwesten sowie Auménancourt im Westen.

## Bevölkerungsentwicklung

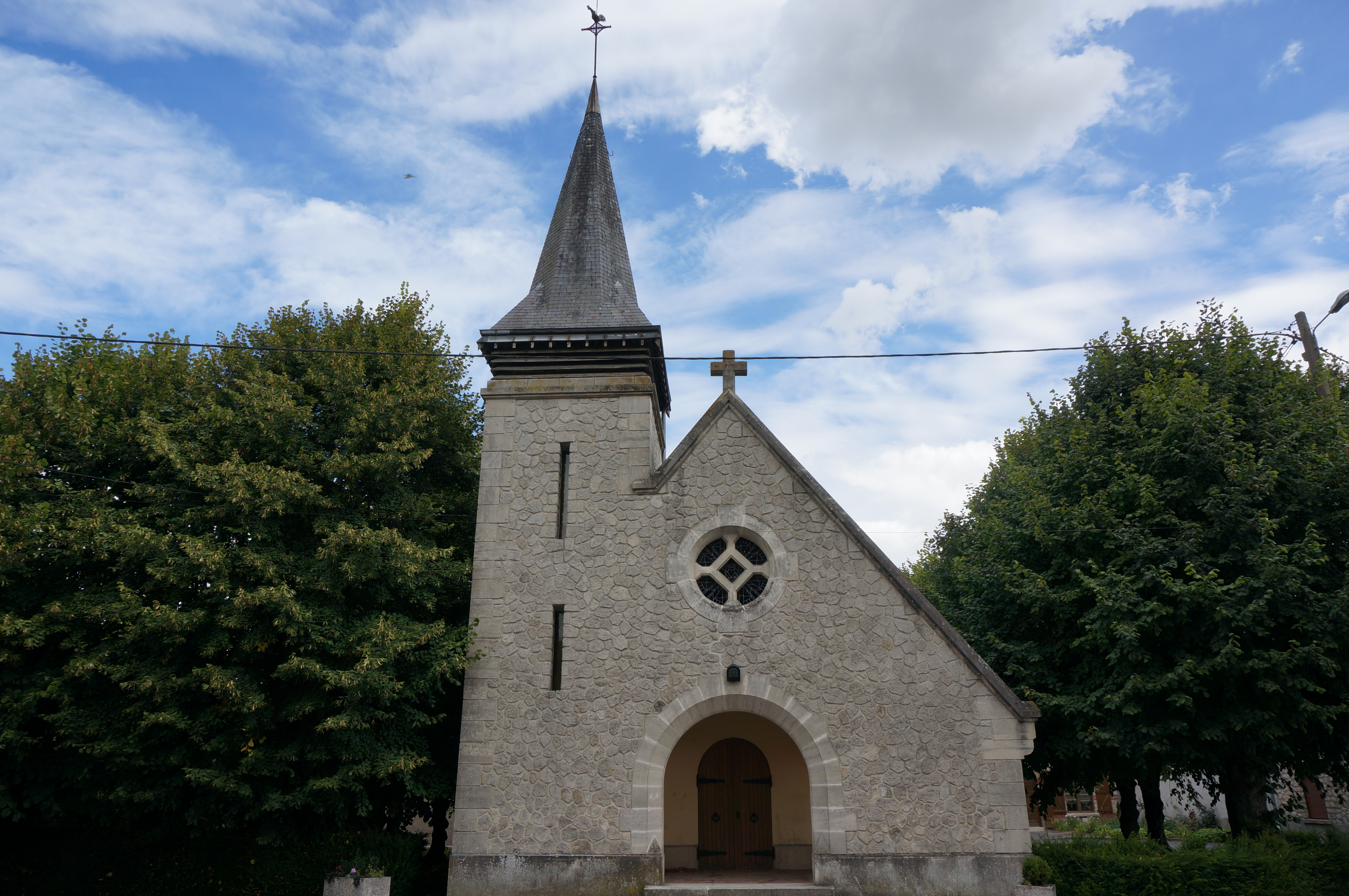
Kirche Saint-Étienne

| Jahr                       | 1962 | 1968 | 1975 | 1982 | 1990 | 1999 | 2006 | 2013 | 2020 |
| Einwohner                  | 159  | 156  | 165  | 200  | 222  | 255  | 260  | 304  | 335  |
| Quellen: Cassini und INSEE |      |      |      |      |      |      |      |      |      |

## Sehenswürdigkeiten
- Kirche Saint-Étienne

## Verkehr
Saint-Étienne-sur-Suippe liegt relativ abseits größerer Verkehrsachsen. Die Departementsstraße D 20 wird entlang der Suippe geführt und verbindet das Zentrum mit Auménancourt im Westen und mit Boult-sur-Suippe im Osten. Die D 274 führt nach Poilcourt-Sydney im Norden und nach Bourgogne-Fresne im Süden.
Eine Buslinie der Transportgesellschaft Champagne Mobilités verbindet die Gemeinde mit Auménancourt und mit Reims.